# Fabrizio Peralta
Fabrizio José Peralta Ramírez (Asunción, 2 agosto 2002) è un calciatore paraguaiano, centrocampista dell'Athl. Paranaense, in prestito dal Cruzeiro, e della nazionale paraguaiana.

## Caratteristiche tecniche
Centrocampista offensivo, può giocare anche come ala.

## Carriera

### Club
Peralta è cresciuto nel settore giovanile del Cerro Porteño che lo ha acquistato in giovane età dal Guaraní. Nel 2021 ha giocato in prestito per una stagione al Flamengo, ma è stato utilizzato solo nella formazione Under-20.
Rientrato in Paraguay, è stato promosso in prima squadra nel 2023 ed il 3 giugno ha giocato il suo primo incontro ufficiale in División Profesional contro il Libertad. Il 5 ottobre ha firmato il suo primo contratto professionistico e tre settimane dopo ha segnato il suo primo gol nella trasferta vinta 5-2 contro lo Sportivo Trinidense.
Nell'estate del 2024 è stato ceduto a titolo definitivo al Cruzeiro.

### Nazionale
Nel 2017 ha partecipato con il Paraguay Under-17 al campionato sudamericano ed al campionato mondiale. Nel 2024 ha preso parte con l'Under-23 alle qualificazioni per i giochi olimpici.
Ha debuttato con la nazionale maggiore l'11 giugno 2024 nell'amichevole persa 3-0 contro il Cile.

## Statistiche

### Presenze e reti nei club
Statistiche aggiornate al 14 giugno 2024.
| Stagione        | Squadra         | Campionato      | Campionato | Campionato | Coppe nazionali | Coppe nazionali | Coppe nazionali | Coppe continentali | Coppe continentali | Coppe continentali | Altre coppe | Altre coppe | Altre coppe | Totale | Totale | Totale |
| Stagione        | Squadra         | Comp            | Pres       | Reti       | Comp            | Pres            | Reti            | Comp               | Pres               | Reti               | Comp        | Pres        | Reti        | Pres   | Reti   |        |
| --------------- | --------------- | --------------- | ---------- | ---------- | --------------- | --------------- | --------------- | ------------------ | ------------------ | ------------------ | ----------- | ----------- | ----------- | ------ | ------ | ------ |
| 2023            | Cerro Porteño   | PD              | 15         | 3          | CP              | 1               | 0               | CL                 | 0                  | 0                  |             | -           | -           | 15     | 3      |        |
| 2024            | Cerro Porteño   | PD              | 15         | 0          | CP              | 0               | 0               | CL                 | 5                  | 0                  |             | -           | -           | 20     | 0      |        |
| 2024            | Cruzeiro        | M1/MG+A         | 0          | 0          | CB              | 0               | 0               |                    | -                  | -                  |             | -           | -           | 0      | 0      |        |
| Totale carriera | Totale carriera | Totale carriera | 30         | 3          |                 | 1               | 0               |                    | 5                  | 0                  |             | -           | -           | 36     | 3      |        |

### Cronologia presenze e reti in nazionale
| Cronologia completa delle presenze e delle reti in nazionale ― Paraguay | Cronologia completa delle presenze e delle reti in nazionale ― Paraguay | Cronologia completa delle presenze e delle reti in nazionale ― Paraguay | Cronologia completa delle presenze e delle reti in nazionale ― Paraguay | Cronologia completa delle presenze e delle reti in nazionale ― Paraguay | Cronologia completa delle presenze e delle reti in nazionale ― Paraguay | Cronologia completa delle presenze e delle reti in nazionale ― Paraguay | Cronologia completa delle presenze e delle reti in nazionale ― Paraguay |
| Data                                                                    | Città                                                                   | In casa                                                                 | Risultato                                                               | Ospiti                                                                  | Competizione                                                            | Reti                                                                    | Note                                                                    |
| ----------------------------------------------------------------------- | ----------------------------------------------------------------------- | ----------------------------------------------------------------------- | ----------------------------------------------------------------------- | ----------------------------------------------------------------------- | ----------------------------------------------------------------------- | ----------------------------------------------------------------------- | ----------------------------------------------------------------------- |
| 11-6-2024                                                               | Santiago del Cile                                                       | Cile                                                                    | 3 – 0                                                                   | Paraguay                                                                | Amichevole                                                              | -                                                                       | 23’ 46’                                                                 |
| Totale                                                                  |                                                                         | Presenze                                                                | 1                                                                       |                                                                         | Reti                                                                    | 0                                                                       |                                                                         |